# Graty
Graty is een dorp in de Belgische provincie Henegouwen en een deelgemeente van de Waalse gemeente Opzullik.

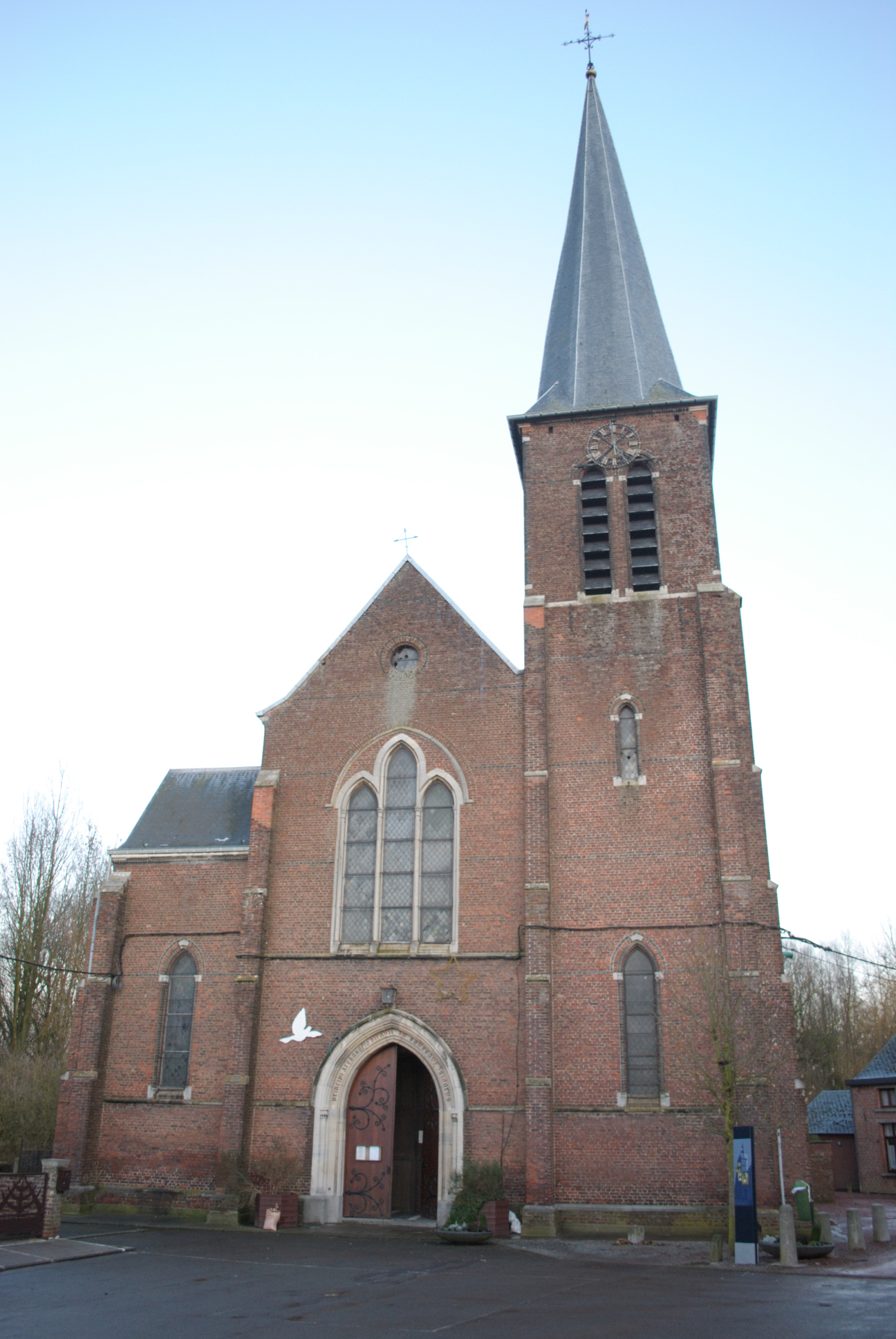
Sint-Michielskerk

## Geschiedenis
Graty behoorde tot de gemeente Hove, maar werd in 1892 afgesplitst als zelfstandige gemeente. Bij de gemeentelijke fusies van 1977 werd Graty een deelgemeente van Opzullik.

## Bezienswaardigheden
- De Sint-Michielskerk (Église Saint-Michel) is een bakstenen neogotisch bouwwerk van 1873-1875. Op deze plaats stond ooit de hofkapel van de heerlijkheid.
- De Rue Bonne Haie telt een zestal 19e-eeuwse kapelletjes waarlangs met Pinksteren een processie trekt.
- Het Kasteel van Graty (Château de Graty) is een kasteeltje van 1767 in Lodewijk XVI-stijl. Het wordt geflankeerd door twee torentjes van 1802. Het ligt te midden van een Engels landschapspark dan midden 20e eeuw heraangelegd werd.
- De Onze-Lieve-Vrouw-van-Tongerenkapel (Chapelle Notre-Dame de Tongres) is een 18e-eeuws kapelletje.

## Natuur en landschap
Graty wordt doorstroomd door beekjes die ontspringen in het westelijk gelegen Bos van Edingen en oostwaarts in de Zenne vloeit. De hoogte aan de kerk bedraagt 78 meter maar naar het zuiden, oosten en westen zijn heuvels te vinden die de hoogte van 100 meter ruim overstijgen.

## Demografische ontwikkeling
- Bronnen:NIS, Opm:1831 tot en met 1970=volkstellingen, 1976= inwoneraantal op 31 december

## Taal
De streek van Opzullik had evenals Edingen en Hove lang een tweetalig karakter. Gedeeltelijk is dit nog steeds het geval; zoals dit tot uiting komt in het volgen van het populaire tweetalig onderwijs in de streek en het feit dat veel ouders hun kinderen naar Nederlandstalige scholen sturen in Vlaanderen.

## Nabijgelegen kernen
Thoricourt, Hoves, Chaussée-Notre-Dame-Louvignies